# Daniel Joseph Mullins
Daniel Joseph Mullins (* 10. Juli 1929 in Kilfinane, County Limerick, Irland; † 1. November 2019 in Whitland, Wales) war ein irischer Geistlicher und römisch-katholischer Bischof von Menevia. 

## Leben
Daniel Joseph Mullins empfing am 12. April 1953 die Priesterweihe für das Erzbistum Cardiff.
Papst Paul VI. ernannte ihn am 5. Februar 1970 zum Titularbischof von Sidnacestre und zum Weihbischof in Cardiff. Der Erzbischof von Cardiff, John Aloysius Murphy, spendete ihm am 1. April desselben Jahres die Bischofsweihe; Mitkonsekratoren waren George Patrick Dwyer, Erzbischof von Birmingham und John Edward Petit, Bischof von Menevia.
Papst Johannes Paul II. ernannte ihn am 12. Februar 1987 zum Bischof von Menevia. Johannes Paul II. nahm am 12. Juni 2001 seinen vorzeitigen Rücktritt an.
Er starb Anfang November 2019 in Whitland, Wales im Alter von 90 Jahren.